# Pikkelyes harmatgomba
A pikkelyes harmatgomba (Leratiomyces squamosus) a harmatgombafélék családjába tartozó, főleg bükkösökben termő, mérgező gombafaj. 

## Megjelenése
A pikkelyes harmatgomba kalapjának átmérője 2–5 cm, kezdetben félgömb vagy harang alakú, később domborúra kiterül. Felszíne kissé tapadós. Színe datolyabarna, majd sárgára fakul; fiatalon koncentrikusan fehér, szürkésbarna, szálas pikkelyek borítják. Szélén is fehér szálak, pikkelykék találhatóak. Húsa vékony, fehéres színű. Szaga kellemes gombaillat, íze kesernyés.
Lemezei szélesen a tönkhöz nőttek, élükön fehéres pelyhek láthatók. Színük eleinte világos szürkésbarna, halvány liláskékes árnyalattal, később a spórák érésével szürkésfekete. Spórapora lilásfekete. Spórái 10–14 x 5–7 mikrométeresek, ellipszis alakúak, sima felszínűek.
Karcsú, merev, belül csöves, gyakran meghajló tönkje 10–15 cm magas és 0,3-0,5 cm vastag. Jól látható gallérja van, amely fiatalon fehér, később a spóraportól barnás. A tönk felszíne a gallér felett világosbarna, fehér szemcsés, szálas; alatta sötétebb barna és feltűnő, felpenderedő fehér szálak, pikkelyek díszítik.
Két változata ismert, a Leratiomyces squamosus var. squamosus és az észak-amerikai narancssárga Leratiomyces squamosus var. thraustus.

## Elterjedése és élőhelye
Európában, Észak-Amerikában, Észak-Afrikában és Japánban honos. Elsősorban bükkösök, esetleg más lomberdőkben, ligetekben, néha tisztások, erdei utak szélén nő, sokszor korhadó faanyag közelében. Ősszel terem.

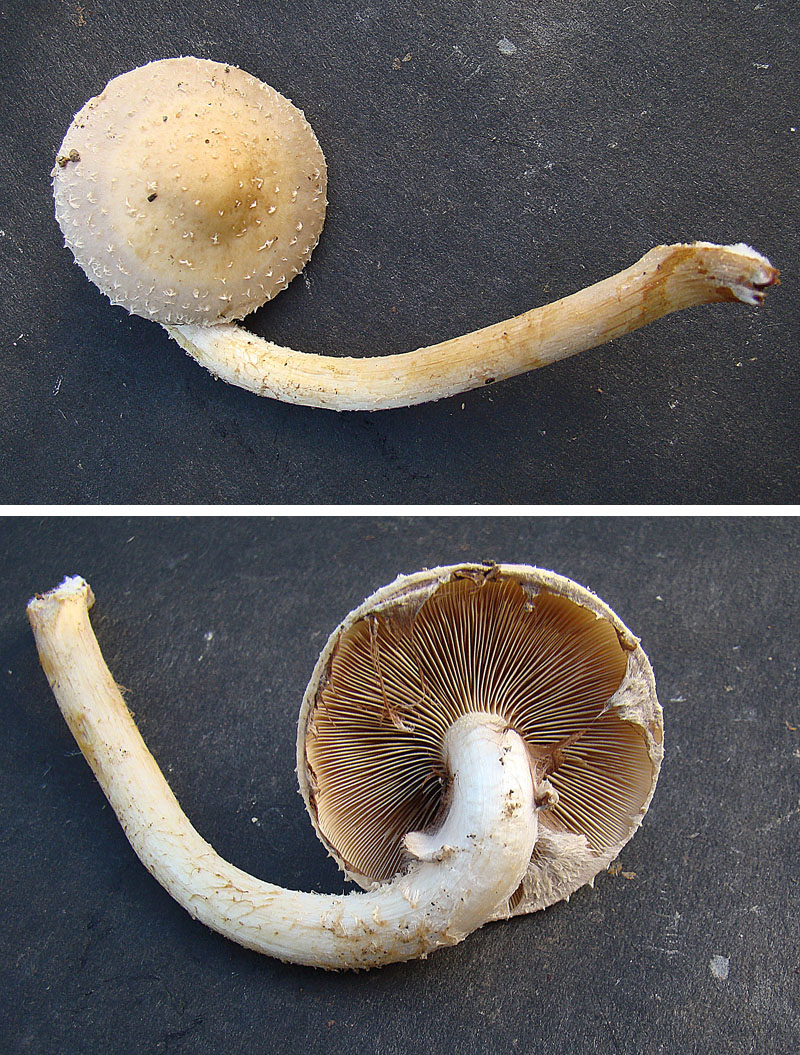
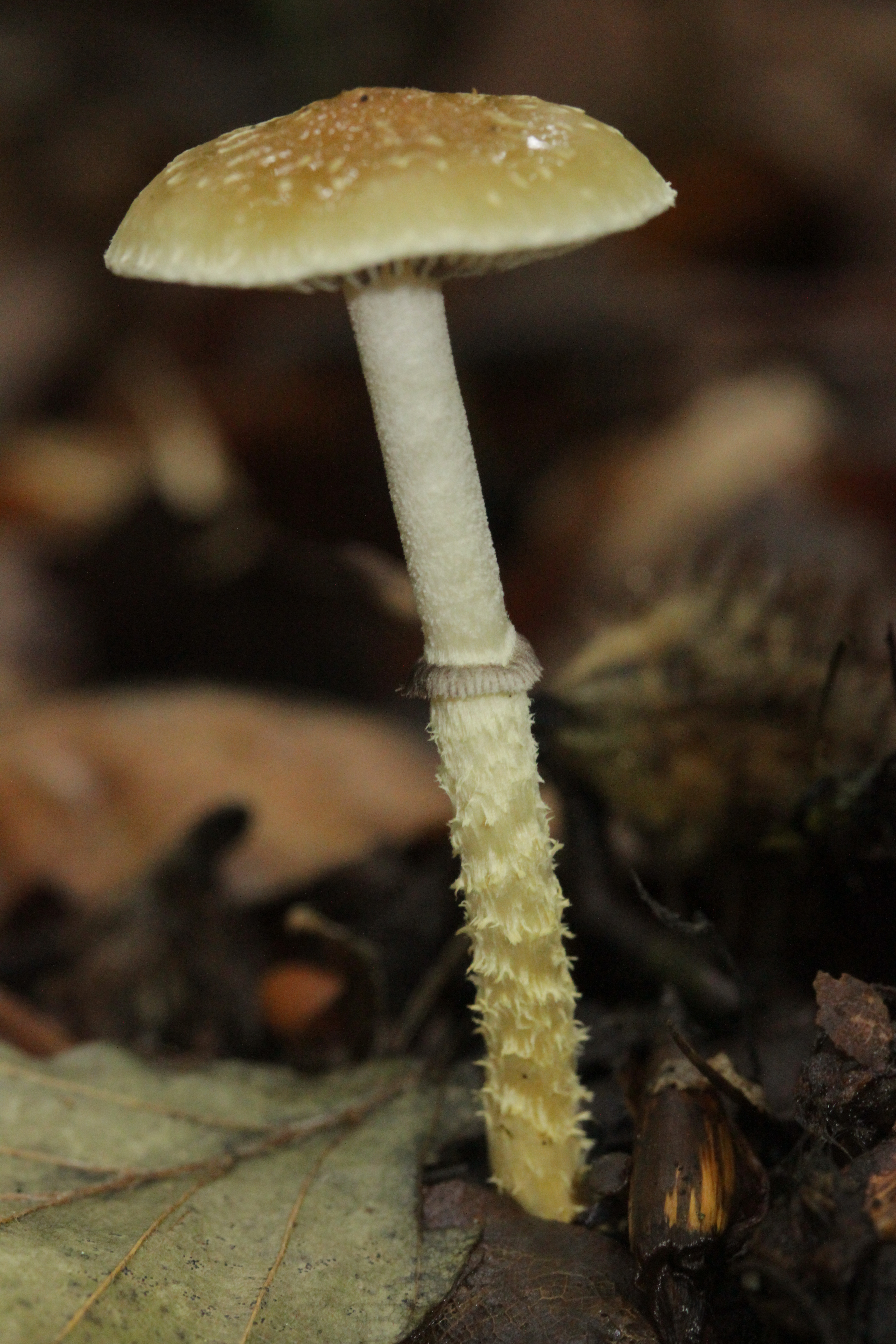
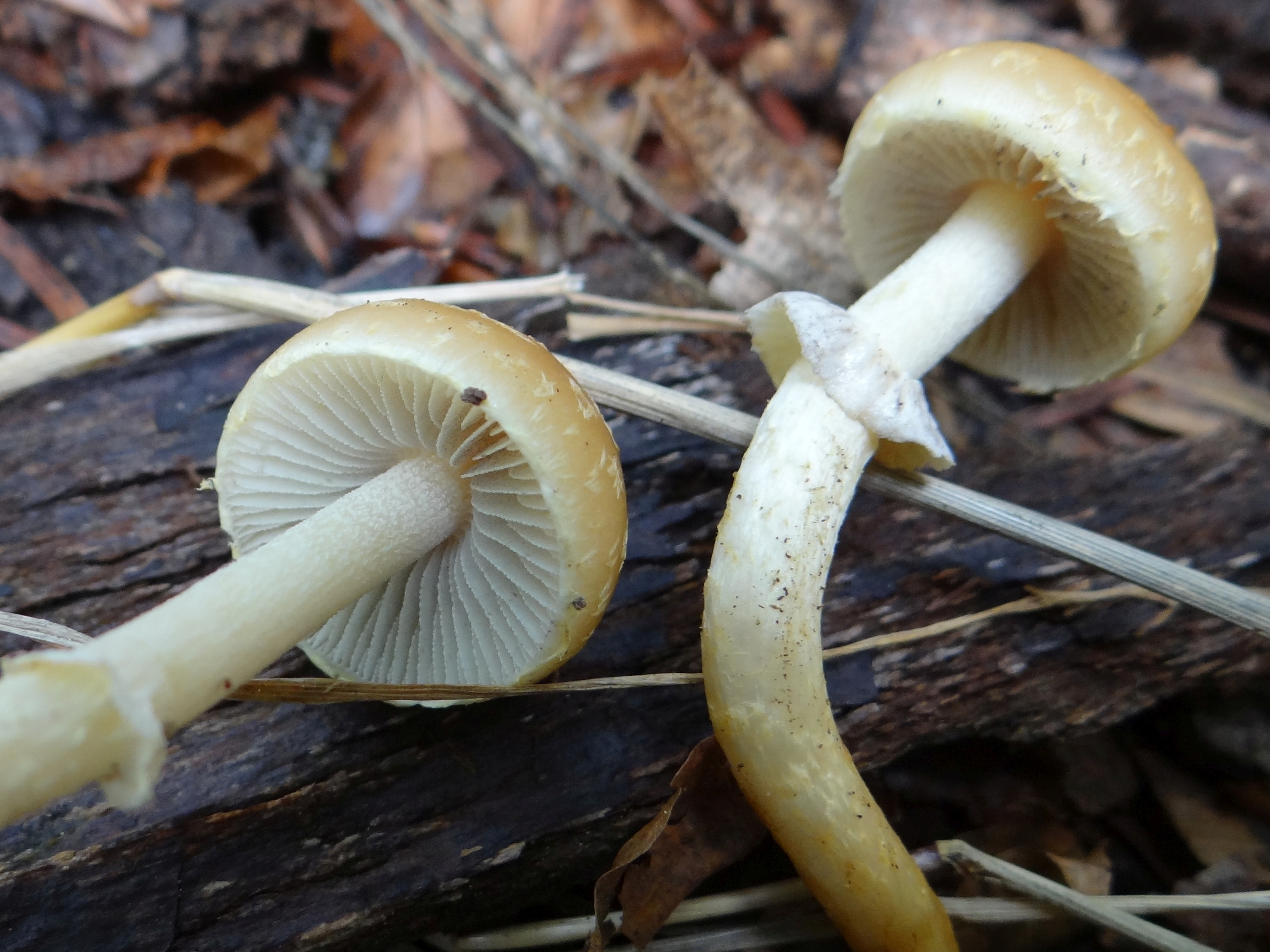

Mérgező.